# 1955 no Brasil
Esta é uma cronologia dos fatos acontecimentos de ano 1955 no Brasil.

## Incumbentes
- Presidente do Brasil - Café Filho (24 de agosto de 1954 - 8 de novembro de 1955)
- Presidente do Brasil - Carlos Luz (8 de novembro de 1955 - 11 de novembro de 1955)
- Presidente do Brasil - Nereu Ramos (11 de novembro de 1955 - 31 de janeiro de 1956)

## Eventos
- 1º de Janeiro - Ligas camponesas: Legalizada, com a ajuda do advogado Francisco Julião, a Sociedade Agrícola e Pecuária de Plantadores de Pernambuco - SAPPP, criada no ano anterior, e que buscava mobilizar os camponeses para garantir terra e trabalho
- 31 de janeiro - Um sismo de magnitude 6.2 atinge a cidade de Porto dos Gaúchos, Mato Grosso, foi o maior terremoto do Brasil.[1]
- 10 de Fevereiro - A Convenção Nacional do PSD homologa a candidatura de Juscelino Kubitschek à presidência da República.
- Abril - É formada a aliança PSD-PTB, com João Goulart como vice de JK, para concorrer a Eleição presidencial deste ano. O PCB publica um Manifesto Eleitoral apoiando a chapa JK-Jango, aumentando as tensões políticas.
- 25 de julho: Presidente Carlos Luz sanciona a Lei Eleitoral, instituindo a cédula única.[2][3]
- 31 de Julho -  Na Convenção Nacional da UDN, é homologada a chapa Juarez Távora - Milton Campos, para concorrer a Eleição presidencial.
- 5 de Agosto - Em pronunciamento no Clube Militar, o general Canrobert Pereira da Costa critica o governo, o abandono da candidatura de "união nacional" e o apoio de comunistas a chapa do PSD-PTB.
- 17 de Agosto - Carlos Lacerda divulga na Tribuna da Imprensa, a Carta Brandi, onde revela-se que os getulistas pretendem implantar uma República Sindicalista no Brasil. Após abertura de inquérito conclui-se que a carta era falsa.
- Setembro - A UDN tenta, sem sucesso, aprovar no Congresso Nacional, emenda constitucional que obriga que o presidente para ser eleito deve receber mais da metade dos votos válidos.
- 3 de Outubro - Ocorre a décima sexta Eleição presidencial do Brasil, a Chapa JK-Jango vence as eleições.
- 3 de outubro: São realizadas as eleições presidenciais diretas.[4]
- 1º de Novembro - Durante o sepultamento do general Canrobert Pereira da Costa, o coronel Jurandir Bizarria Mamede profere um violento discurso atacando os candidatos eleitos na eleição, clamando por seus impedimentos por intervenção militar. O Ministro da Guerra, general Henrique Teixeira Lott, considerando o fato um ato de insubordinação e atentado ao regime democrático, solicita ao Presidente Café Filho a punição do coronel, não sendo atendido.
- 3 de novembro: Presidente Café Filho é hospitalizado no hospital do Rio de Janeiro após sofrer ataque cardíaco.[5] Juscelino Kubitschek é eleito presidente da República com 3.077.411 votos.[6] O presidente da Câmara dos Deputados, Carlos Luz, assume interinamente o 19° presidente do Brasil.
- 8 de Novembro - O Presidente Café Filho, licencia-se do cargo pelos problemas de saúde.
- 10 de Novembro - O Presidente interino, Carlos Luz, após audiência com o Ministro da Guerra, general Henrique Lott, também nega-se a punir o coronel Mamede. O general Lott pede demissão do cargo. Horas depois, o general Lott é informado por oficiais aliados de que Carlos Luz, apoiado por parte das forças armadas e políticas, pretendia dar um golpe de Estado para impedir a posse dos candidatos eleitos.
- 11 de Novembro - Movimento de 11 de Novembro: O general Henrique Lott com apoio do comandante do I Exército, Odílio Denys, avança com as tropas militares sobre o Rio de Janeiro. Ao saberem da movimentação das forças militares, Carlos Luz foge a bordo do Cruzador Tamandaré, acompanhado de Carlos Lacerda e do coronel Mamede. O Congresso brasileiro, sob pressão da ocupação militar, vota pelo impeachment de Carlos Luz, por ter deixado o território brasileiro sem autorização. O Presidente do Senado, Nereu Ramos, torna-se interinamente o 20º Presidente do Brasil.[7]
- 13 de Novembro - Sem o apoio esperado dos militares e aliados políticos, Carlos Luz retorna à Capital e renuncia a Presidência da Câmara. Carlos Lacerda solicita asilo à embaixada de Cuba, para onde parte depois de receber um salvo-conduto.
- 21 de Novembro - Café Filho, após alta médica, comunica que reassumirá seu cargo de Presidente. O Congresso nacional, seguindo orientação do general Lott, vota pelo impeachment dele.
- 25 de novembro - O Presidente interino Nereu Ramos, com autorização do Congresso nacional, decreta Estado de Sítio, até que os candidatos eleitos possam tomar posse.[8]

## Nascimentos
- 21 de março: Jair Bolsonaro, 38º Presidente do Brasil.
- 31 de outubro: Iara Jamra, atriz.

## Mortes
- 31 de outubro: Canrobert Pereira da Costa, militar (n. 1895)